# 高岸佳宏
高岸 佳宏（たかぎし よしひろ、1958年2月27日 - ）は、兵庫県神戸市生田区出身の元プロ野球選手、ゴルフ選手、高校野球指導者。

## 経歴
社高校卒業後の1976年に近鉄バファローズに入団。
プロ野球引退後に静岡県に移住し、ゴルフ選手に転向。その後、地元の少年野球チーム「浜松リトルシニア」でコーチを務め、後にプロ野球に進む、鈴木翔太らを指導。
2021年秋季静岡県大会からは2000年夏以来全国大会から遠ざかっている名門の浜松商業高校に異例の監督就任となった。2022年の夏の静岡県大会を以て監督を退任。コーチとして、野球部の指導に引き続き携わる。

## 詳細情報

### 背番号
- 77（1976年 - 1978年）